# Luke Chambers (Fußballspieler, 1985)
Luke Chambers (* 28. September 1985 in Kettering) ist ein ehemaliger englischer Fußballspieler.

## Vereinskarriere

### Northampton Town
Geboren in Kettering (Northamptonshire), spielte Luke Chambers bereits in seiner Jugend bei Northampton Town. 2003 unterschrieb er einen Profivertrag in Northampton und spielte in der ersten Saison in der vierthöchsten englischen Spielklasse, die nach der Umstrukturierung der unterklassigen Ligen seit der Saison 2004/05 in Football League Two umbenannt wurde. In der Saison 2005/06 gelang Chambers mit seiner Mannschaft der Aufstieg in die Football League One. Die Saison 2006/07 beendete Northampton als Tabellenvierzehnter und konnte somit souverän die Klasse halten.

### Nottingham Forest
Bereits während der laufenden Spielzeit holte ihn sein ehemaliger Trainer von Northampton Colin Calderwood im Januar 2007 zu Nottingham Forest. Chambers blieb damit in der dritthöchsten Spielklasse und in den East Midlands, jedoch hatte sein neuer Verein andere Ambitionen als sein vorheriger. Bereits in seiner zweiten Saison 2007/08 gelang ihm mit seiner neuen Mannschaft der Aufstieg in die Football League Championship und damit der Sprung in die zweite englische Liga.
Im August 2008 unterschrieb Luke Chambers für weitere drei Jahre und stand damit zunächst bis 2011 bei Nottingham unter Vertrag. Auch nachdem sein ehemaliger Trainer und Förderer Colin Calderwood dem neuen Trainer Billy Davies Platz machen musste, konnte Chambers seinen Platz im Team behaupten und trug mit seinen guten Leistungen zum Klassenerhalt in der Football League Championship 2008/09 bei. In der Saison 2009/10 absolvierte er 23 Spiele, in denen er drei Tore erzielte. Nach der Rückkehr des verletzten Kelvin Wilson verlor er jedoch seinen Stammplatz unter Trainer Billy Davies und kam gegen Ende der Saison seltener zum Einsatz. Forest scheiterte nach einem dritten Tabellenplatz im Play-off gegen den späteren Premier-League-Aufsteiger FC Blackpool.
Im August 2010 verlängerte er seinen Vertrag bei den Reds bis Ende Juni 2012. Sportlich lief es für Chambers in der Football League Championship 2010/11 besser als im Vorjahr. Neben Wes Morgan bildete er die Innenverteidigung der Mannschaft und erreichte mit einem sechsten Platz erneut das Play-off-Halbfinale. Dort scheiterte das Team jedoch an Swansea City und verfehlte somit erneut den Aufstieg.

### Ipswich Town
Am 9. Juli 2012 unterschrieb Luke Chambers einen Dreijahresvertrag bei Ipswich Town. Letztlich wurde er in neun Jahren zum „Dauerbrenner“ in Ipswich, absolvierte 396 Pflichtspiele für den Verein und zwei Jahre nach dem Abstieg in die dritte Liga heuerte er im Juli 2021 per Zweijahresvertrag beim Viertligisten Colchester United an.